# Eleições para o Senado da Tchéquia em 2008
As eleições para o senado da Chéquia de 2008 foram realizadas em 17 de outubro. Na votação, concorrem ⅓ dos assentos do Senado do país na data referida como "1º turno", e nos dias 24 e 25 de outubro um 2º turno. Cerca de 180 candidatos concorrem às vagas.

## Resultados
O Partido Social-Democrata Tcheco (CSSD), liderado pelo ex-primeiro-ministro Jiri Paroubek, obteve uma grande vitória no pleito, alcançando a vitória em 13 distritos.
Em termos gerais, a opositora CSSD obteve 35,85% dos votos, a governante ODS 23,57% e o Partido Comunista da Boémia e Morávia (KSCM) 15,03%, a União Democrata-Cristã (KDU-CSL) alcançou 6,65%, e perdeu seu único governador no país, e o Partido Verde (SZ) teve 3,15%.
A participação dos eleitores foi alta, pois chegou a 40%.